# Jeon Seon-ok
Jeon Seon-ok (koreanisch 전선옥; * 23. Januar 1952) ist eine ehemalige südkoreanische Eisschnellläuferin.
Jeon nahm von 1970 bis 1972 an nationalen Wettbewerben und nur in der Saison 1971/72 an internationalen Rennen teil. Dabei belegte sie bei den Olympischen Winterspielen 1972 in Sapporo den 28. Platz über 1500 m, den 25. Rang über 1000 m sowie den 19. Platz über 3000 m und holte bei der Winter-Universiade 1972 in Lake Placid die Silbermedaille über 1500 m sowie die Goldmedaille über 1000 m. Zudem wurde sie dort Fünfte über 3000 m.

## Persönliche Bestzeiten
| Disziplin | Zeit        | Datum            | Ort       |
| --------- | ----------- | ---------------- | --------- |
| 500 m     | 47,10 s     | 1. März 1970     | Matsumoto |
| 1000 m    | 1:36,24 min | 11. Februar 1972 | Sapporo   |
| 1500 m    | 2:30,20 min | 27. Februar 1970 | Matsumoto |
| 3000 m    | 5:21,70 min | 1. März 1970     | Matsumoto |